# Villa del Rosario (kommun)
Villa del Rosario är en kommun i Colombia.   Den ligger i departementet Norte de Santander, i den norra delen av landet, 400 km norr om huvudstaden Bogotá. Antalet invånare är 69 833. Arean är 228 kvadratkilometer.
Terrängen i Villa del Rosario är kuperad norrut, men söderut är den bergig.